# Tømrerbi
Tømrerbien (Xylocopa violacea) er et insekt i bifamilien. Den bebor træværk eller træer og har derfor navnet tømrerbi eller træbi.